# Таипи, Шкиприм
Шкиприм Таипи (род. 19 февраля 1997, Велики-Трновац) — сербско-албанский футболист, полузащитник.

## Клубная карьера
В начале 2019 года стал игроком албанского клуба «Скендербеу», с которым подписал контракт до лета 2021 года. 25 января 2019 года в матче против клуба «Партизани» дебютировал в чемпионете Албании.
Летом 2021 года перешёл в албанский клуб «Кукеси».
4 июля 2023 года подписал контракт с клубом «Каспий».
28 марта 2024 года перешёл в косовский клуб «Гиляни».

## Личная жизнь
Шкиприм — младший брат Гельбрима, также футболиста, полузащитника сборной Косова.

## Достижения
«Приштина»
- Обладатель кубка Косова: 2017/18

## Клубная статистика
| Игровая карьера | Игровая карьера | Игровая карьера | Лига | Лига | Кубок | Кубок | Межд. | Межд. | Др. | Др. |
| --------------- | --------------- | --------------- | ---- | ---- | ----- | ----- | ----- | ----- | --- | --- |
| 2019/20         | Скендербеу      | А               | 29   | 1    | 5     | 0     | —     | —     | —   | —   |
| 2020/21         | Скендербеу      | А               | 28   | 1    | 5     | 0     | —     | —     | —   | —   |
| 2021/22         | Кукеси          | А               | 29   | 2    | 4     | 0     | —     | —     | —   | —   |
| 2022/23         | Кукеси          | А               | 33   | 2    | 4     | 0     | —     | —     | —   | —   |
| 2023            | Каспий          | А               | 12   | 2    | —     | —     | —     | —     | —   | —   |